# Międzynarodowy kodeks nomenklatury roślin uprawnych
Międzynarodowy kodeks nomenklatury roślin uprawnych, ICNCP (od ang. International Code of Nomenclature for Cultivated Plants) – kodeks nomenklatoryczny określający zasady tworzenia i stosowania nazw kultywarów (odmian uprawnych) i ich grup oraz mieszańców wegetatywnych. 
Obowiązujący obecnie kodeks opublikowany został w 2004, zastępując edycję z 1995. Zgodnie z kodeksem można tworzyć cztery zasadnicze rodzaje nazw roślin uprawnych:
- Clematis alpina 'Ruby' (kultywar w obrębie gatunku)
- Magnolia 'Elizabeth' (mieszaniec między co najmniej dwoma gatunkami)
- Rhododendron boothii Mishmiense Group (grupa kultywarów)
- +Crataegomespilus (mieszaniec wegetatywny między Crataegus i Mespilus).